# Eric McKenzie
Eric McKenzie (Kawerau, 28 augustus 1958) is een Nieuw-Zeelands voormalig professioneel wielrenner. Hij reed voor onder meer Kelme en Lotto-Merckx.
Als prof won McKenzie slechts één wedstrijd, het Kampioenschap van Zürich. Deze overwinning raakte hij later kwijt toen bekend werd dat hij doping had gebruikt. 
In de vierde etappe van de Ronde van Frankrijk 1983 kwam McKenzie dusdanig hard ten val dat hij in 1984 niet in actie kon komen.

## Resultaten in voornaamste wedstrijden
| Jaar | Ronde van Italië | Ronde van Frankrijk | Ronde van Spanje |
| ---- | ---------------- | ------------------- | ---------------- |
| 1982 |                  | 87e                 |                  |
| 1983 |                  | opgave              |                  |
| 1985 |                  | 127e                |                  |
| 1986 |                  | opgave              |                  |

| Jaar | Milaan-San Remo | Gent-Wevelgem | Kuurne-Brussel-Kuurne |
| ---- | --------------- | ------------- | --------------------- |
| 1982 |                 | 41e           |                       |
| 1983 | 15e             |               | 10e                   |
| 1985 |                 |               |                       |
| 1986 |                 |               |                       |